# Türkenlinde von Ottendorf

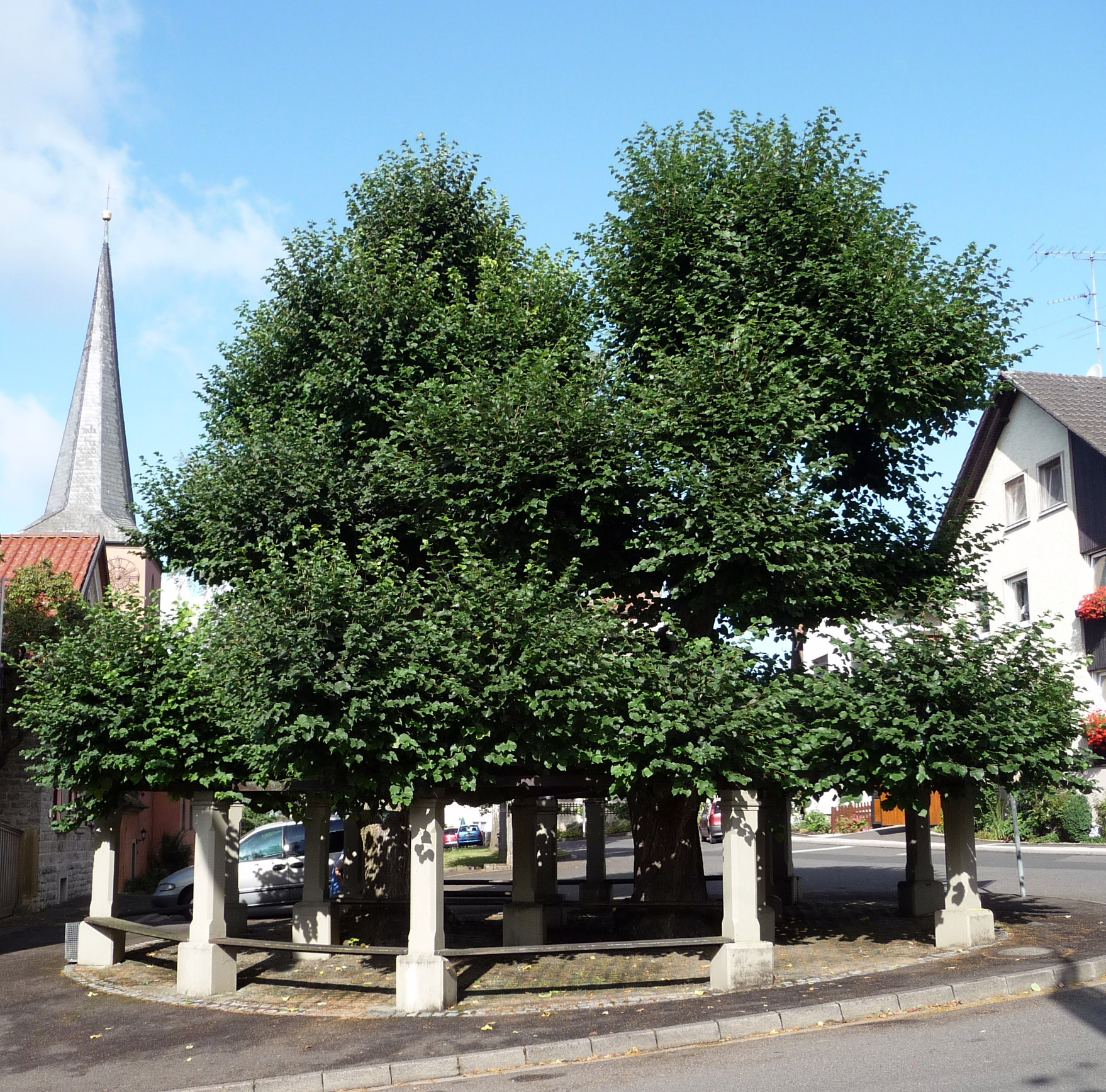
Die Türkenlinde von Ottendorf

Die Türkenlinde von Ottendorf  ist die Bezeichnung für ein Lindenpaar im Ortsteil Ottendorf der unterfränkischen Gemeinde Gädheim im Landkreis Haßberge.
Die Linden erinnern an die gescheiterte Belagerung der Stadt Wien durch die Türken im Jahr 1683.

## Standort
Die beiden Linden stehen auf einem Platz in der Dorfmitte der Gemeinde. Ottendorf liegt an der B 26 auf einer Anhöhe am rechten Ufer des Mains in rund 18 km Entfernung von Schweinfurt und 14 km von Haßfurt.

## Geschichte
Nach der örtlichen Überlieferung wurden die beiden Bäume 1683 von fränkischen Soldaten, die an der Befreiung Wiens von der türkischen Belagerung teilgenommen hatten, gepflanzt. 1686 wurden die Linden zu Kugelbäumen geschnitten. 1750 band man Lindenäste zu einem Ring, der die beiden Bäume noch heute umfasst. Wegen des zunehmenden Gewichts der waagerechten Äste wurden 1789 zwei konzentrische Reihen von Pfeilern zur Unterstützung des Rings gesetzt. Die Pfeiler aus grauem Sandstein wurden von dem Steinmetz Ankenbrand aus Falkenstein geliefert, der von der Gemeinde mit 40 Gulden bezahlt wurde.
2006 wurde die Türkenlinde laut 7. Umweltschutzbericht des Landratsamts Haßberge 2001–2006 als nicht naturdenkmalwürdig eingestuft und aus der Liste der Naturdenkmäler entfernt.